# Cándida
Cándida és la primera pel·lícula dirigida per Guillermo Fesser, estrenada en 2006 i protagonitzada per Càndida Villar. Està basada en la vida de Càndida. La pel·lícula ve arran d'un llibre escrit pel director de la pel·lícula.

## Argument
Càndida, una assistenta vídua del barri madrileny San Blas, té tres fills i una filla. El petit dels fills és drogoaddicte (Javi), vol ser cantant de flamenc, ven gairebé totes les possessions de la mare per a costejar-se les drogues, fins que un dia el fiquen a la presó per robar a una fornera amb un ganivet de plàstic. A la presó li cala foc al seu llit perquè el deixin lliure. Mor l'endemà. Un altre dels fills (Julián), treballa d'escombraire, fins que ho deixa perquè vol suïcidar-se. Després d'"intentar" suïcidar-se saltant des d'un pont a mig metre del sòl, fa que el tanquin al manicomi, d'on s'escapa. Després de sortir a televisió parlant sobre els marcians, torna al manicomi i després de sortir per segona vegada, acaba fent anuncis de "Viajes Marsans". El seu altre fill treballa a metro, però no vol saber res de la seva mare, igual que la seva filla, qui diu "és que, mamà, si t'ajudo a tu, no em puc ajudar jo...".
Pablo, treballa a les notícies d'Antena 3, un dia atropella a Càndida i li dona el seu número per si li passés alguna cosa. Càndida, després de treballar com a assistenta per ell uns dies, li conta els seus problemes, i aquest s'adona de la càrrega que porta la dona des de la seva infància. Després d'ajudar Càndida a contar la història de Javi a televisió, aquesta li fa cridar Mónica, la seva xicota estatunidenca que se n'havia anat per no fer-li cas, i marxa amb ell a Amèrica. Quan sembla que es quedarà amb ells en Amèrica a viure el somni que ella sempre va tenir, viure en una granja, crida el seu fill Julián per dir que tornés, que la trobava a faltar ell i la seva àvia (la sogra de Càndida), i Càndida agafa un taxi per tornar al barri en que es va criar, viure, i morirà.
El tema Gwendoline és la B.S.O. de la pel·lícula i és interpretat per Pitingo a Soulería.

## Repartiment
- Cándida Villar (Cándida)
- Jorge Bosch (Pablo)
- Raúl Peña (Javi)
- Víctor Sevilla (Julián)
- Yaiza Guimaré (Mónica)
- Toni Morant (Flores)
- Joan Massotkleiner (Riki)
- María Elena Fesser (Marquesa Martínez Campos)
- Maxi Márquez (Marqués Martínez Campos)
- Soledad Mallol (Blasa)

## Premis i nominacions
- Nominació al Goya a la millor cançó original a La vida secreta de las pequeñas cosas de David Broza i Jorge Drexler.[7]
- Premi Huevo de Colón (2007)[8]